# ГАЗ-АА
ГАЗ-АА (полуторка) — вантажний автомобіль Нижньогородського (в 1932 році), пізніше Горьківського автозаводу, вантажопідйомністю 1,5 т (1500 кг), відомий як «полуторка». Зразком для нього слугувала  американська вантажівка «Форд» моделі АА, зразка 1930 року, згодом перепроектований за радянськими кресленнями. Це перший радянський автомобіль масового виробництва.

## Опис
ГАЗ-АА є родоначальником автомобілів марки «ГАЗ», наймасовіша модель початку 1930-х рр. в СРСР. На ГАЗ-АА стояв 4-циліндровий двигун потужністю 40 к.с. Модифікації: ГАЗ-ААА, ГАЗ-410 (самоскид), ГАЗ-0330 (автобус), ГАЗ-42 (газогенератор) та ін. ГАЗ-АА складали більше половини автопарку Червоної Армії впродовж майже трьох десятків років, безвідмовно служили в усіх галузях народного господарства. Роки випуску 1932—1946. Був спрощеною копією вантажівки Ford-AA з фанерно-дерев'яною кабіною, що випускався на заводі, збудованому спеціалістами фірми «Ford». Всього зібрано 829.808 автомобілів.
Автор: ліцензія фірми «Форд Мотор».
- Тип — вантажівка.
- Роки випуску — 1932—1950.
- Об'єм двигуна — 3285 см3.
- Максимальна швидкість — 70 км/год.
- Потужність 40 к.с.
- Довжина 5335 мм
- Ширина 2040 мм
- Висота 1970 мм
- Вага без вантажа 1810 кг,
- Вага з вантажем 3310 кг.

Агрегати ГАЗ-АА широко застосовувалися при створенні військових і бойових машин, включаючи легкі танки, бронеавтомобілі серій БА-6 і БА-10, самохідної установки СУ-12 з 76,2-мм полковою гарматою, артилерійських тягачів, «катюші» БМ-8-48 та іншої техніки.

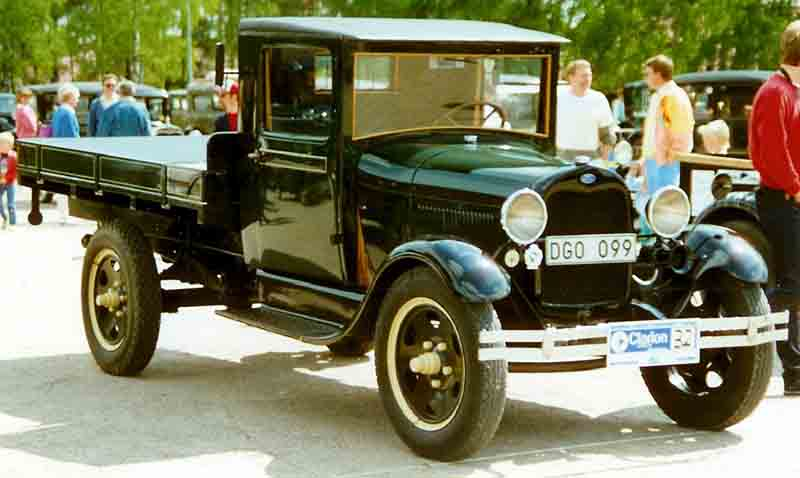
Форд-АА (1927—1932)